# Roma (série)
Rome (em Portugal e no Brasil, Roma) é uma série de televisão de drama histórico britânica-americana-italiana criada por John Milius, William J. MacDonald e Bruno Heller. As duas temporadas foram transmitidas na HBO, BBC Two e RaiDue entre 2005 e 2007. Mais tarde, foram lançadas em DVD e Blu-ray. A história se passa na Roma Antiga do século I a.C., durante a transição da República para o Império.
A série apresenta um enorme elenco de personagens, muitos dos quais são baseados em figuras reais de registros históricos, mas os principais protagonistas são, em última instância, dois soldados chamados Lúcio Voreno e Tito Pulo, que encontram suas vidas entrelaçadas com eventos históricos importantes. Roma foi um sucesso de classificação para a HBO e a BBC. A série recebeu muita atenção da mídia desde o início e foi homenageada com inúmeros prêmios e indicações.
Roma é uma coprodução rodada nas proximidades da atual cidade de Roma e nos antigos estúdios de Cinecittà, em uma superfície de mais de 20.000 metros quadrados, com a participação de 350 pessoas. Por conta disto, é considerada uma das séries mais caras da história da televisão, com um gasto médio de 100 milhões de dólares.

## Sinopse
A série se inicia em 52 a.C., quando o general romano Júlio César derrota seu inimigo Vercingetórix na batalha de Alésia. Seu êxito desequilibra a batalha pelo poder contra o cônsul de Roma, Pompeu, que representa a luta entre o povo, que apoia César, e os patrícios, que apoiam Pompeu. A série trata dessa luta de poderes, na qual César, triunfante tenta transformar a República Romana em um Império. Este objetivo, entretanto, somente será conseguido por seu sobrinho-neto, Otávio Augusto, no ano de 27 a.C.
Para ambientar esta troca histórica, a série se baseia não apenas nos líderes desse período, como César, Pompeu e Otávio, mas também nas vidas dos legionários Lúcio Voreno e Tito Pulo, personagens mencionados no livro V dos Comentários sobre a Guerra das Gálias. Obviamente trata-se de um drama fictício baseado nos fatos históricos relevantes do período.

## Elenco principal
- Kevin McKidd - Lúcio Voreno
- Ray Stevenson - Tito Pulo
- Ciarán Hinds - Júlio César
- Kenneth Cranham - Pompeu Magno
- Polly Walker - Ácia dos Julianos
- James Purefoy - Marco António
- Tobias Menzies - Marco Júnio Bruto
- Lindsay Duncan - Servília
- Indira Varma - Niobe
- Max Pirkis - Otávio Augusto (jovem)
- Nicholas Woodeson - Posca
- Kerry Condon - Octávia dos Julianos
- Rick Warden - Quinto Pompeu
- Karl Johnson - Pórcio Catão
- David Bamber - Cícero
- Lee Boardman - Timon
- Simon Woods - Otávio Augusto (adulto)

## Episódios

### Primeira temporada
É baseada em acontecimentos históricos na antiga Roma entre os anos 52 e 44 a.C. Inicia com a vitória de Júlio César na batalha de Alésia e acaba com seu assassinato. Na primeira temporada são 12 episódios nos quais a Antiga Roma é retratada com a maior precisão possível baseada no conhecimento histórico disponível, incluindo a cultura, os costumes e as crenças dos antigos romanos. Destaca-se o final do último episódio, no qual Julio César é assassinado por um grupo de senadores no próprio Senado.

### Segunda temporada
O bravo Júlio César foi cruelmente assassinado e a agora a guerra civil ameaça destruir a República. Numa disputa de egos, inúmeros sucessores pleiteiam o cargo deixado por César. É então que Marco Antônio tenta consolidar seu poder se aliando a Atia. O conspirador Brutus tenta ganhar a simpatia do povo, que antes o condenou como assassino. Enquanto isso, Tito Pulo se esforça para tirar seu amigo, Lúcio Voreno, da escuridão que envolveu sua vida após uma tragédia pessoal. Otavio, sobrinho de César, ao descobrir que é o herdeiro de Júlio César, começa a sua busca pelo poder.

## Impacto

### Recepção crítica
Roma obteve avaliações principalmente positivas. Sean Woods, da Rolling Stone, chamou a série de "magistral" e "épica" e deu à série uma nota de 3.5 de 4. Alessandra Stanley, do The New York Times, disse: "Mas, por trás de toda aquela miséria, a glória que era Roma se perde", ao avaliar a temporada 2. Lisa Schwarzbaum, da Entertainment Weekly, deu à temporada 2 uma nota B e classificou o design das roupas como "espetacular". Michael Ventre, da revista Variety, foi positivo em relação à série e ficou intrigado com o caráter "complexo" da personagem Atia dos Julianos. James Poniewozik, da revista TIME, comentou sobre o "início lento", mas afirmou ainda que a série "atrai você" para a antiga cidade de Roma.
A crítica da revista do Empire, Helen O'Hara, disse: "Não tão boa quanto Gladiador, mas mais rica em história e textura (razoavelmente precisas)" e deu à temporada 1 de Roma quatro de cinco estrelas. Robert Bianco, da USA Today, chamou a temporada 2 de "a queda de Roma", comentando que esta temporada não foi tão boa quanto a primeira, citando "caracterizações destoantes e absurdos na trama". Linda Stasi, do The New York Post, disse que era uma "escrava" do programa. Melanie McFarland, da Seattle Post-Intelligencer, classificou a segunda temporada como "no topo da sua forma" e disse que foi tão boa quanto a temporada anterior. O historiador Robin Lane Fox, escrevendo no The Guardian, chamou a série de "esplendidamente ambiciosa". Eric Neigher, da Slant Magazine, chamou a temporada 1 de "boa arte" sobre Roma. Robert Abele da LA Weekly chamou de "a série dramática mais prodigiosa" já lançada pela HBO.